# 제프 게드디스
제프 게디스(Jeff Geddis, 1975년 6월 28일 ~ )는 캐나다의 배우이다.
선더베이에서 태어났다.

## 출연 작품
- 퍼 크레이지 (2013년)
- Puck Hogs (2009)
- 유어 뷰티풀 컬 데 삭 홈 (2007년)
- 크라임 스프리 (2003년)
- 블리처 범스 (2001년)
- 트워스 더 나잇 (2001,'Twas the Night)
- 제이슨 X (2001년)
- 공주와 거지 (2000년)

### 텔레비전
- Sophie (2008-09)